# Edelmar Branco Zanol
Edelmar Branco Zanol (1 de enero de 1975) es un deportista brasileño que compitió en judo. Ganó dos medallas de oro en el Campeonato Panamericano de Judo en los años 1996 y 1997.
Participó en los Juegos Olímpicos de Atlanta 1996, donde finalizó noveno en la categoría de –86 kg.

## Palmarés internacional
| Campeonato Panamericano | Campeonato Panamericano | Campeonato Panamericano | Campeonato Panamericano |
| Año                     | Lugar                   | Medalla                 | Categoría               |
| ----------------------- | ----------------------- | ----------------------- | ----------------------- |
| 1996                    | San Juan (Puerto Rico)  | Medalla de oro          | –86 kg                  |
| 1997                    | Guadalajara (México)    | Medalla de oro          | –86 kg                  |